# Cynoglossus ogilbyi
Cynoglossus ogilbyi är en fiskart som beskrevs av Norman 1926. Cynoglossus ogilbyi ingår i släktet Cynoglossus och familjen Cynoglossidae. Inga underarter finns listade i Catalogue of Life.